# Differenzengleichung
In der Mathematik wird durch eine Differenzengleichung (auch als Rekursionsgleichung bezeichnet) eine Folge rekursiv definiert. Das heißt, dass jedes Folgenglied eine Funktion der vorhergehenden Folgenglieder ist:
{\displaystyle x_{n}=f(n,x_{n-1},x_{n-2},\dotsc ,x_{n-k})\,}
für natürliche Zahlen {\displaystyle n}. Die bekanntesten Beispiele sind die Fakultätsfunktion und die Fibonacci-Folge. Eine Spezialform sind die linearen Differenzengleichungen.
Anwendungen finden sich auch in Differenzengleichung (Differenzenverfahren).

## Differenzengleichungen in der Ökonomie
In der ökonomischen Theorie kommen Differenzengleichungen vor allem zum Einsatz, um die Entwicklung ökonomischer Größen über die Zeit zu analysieren. Vor allem in der Wachstumstheorie und Konjunkturtheorie werden zeitliche Abläufe vielmals in Form von Differenzengleichungen abgebildet.
Man geht dabei davon aus, dass z. B. das Bruttoinlandsprodukt sich auf einem bestimmten Pfad hin zu einem langfristigen Gleichgewicht entwickelt, in dem alle Kapazitäten ausgelastet sind. Je nach Lösung der Differenzengleichung ergibt sich der Entwicklungspfad als asymptotischer Verlauf oder als schwingender Verlauf (in etwa Kosinus-Kurven). Es bleibt aber nicht aus, dass zur mathematischen Modellierung (z. B. beim Bruttoinlandsprodukt) einige vereinfachende Annahmen gemacht werden müssen (z. B. über die Lagerbildung, Konsum als Anteil des BIP oder Investitionssteigerung durch Gewinnerwartung).
- Anwendung von Differenzengleichung 1. Ordnung

Ein weiteres klassisches Beispiel ist das Spinnwebtheorem (auch cobweb theorem). Die Entwicklung der Preise und Mengen folgt rekursiven Funktionen oder, mathematisch ausgedrückt, allgemeinen Differenzengleichungen erster Ordnung.
- Anwendung von Differenzengleichung 2. Ordnung

Das Multiplikator-Akzelerator-Modell will erklären, warum das wirtschaftliche Wachstum nicht monoton verläuft, sondern typischerweise einem Konjunkturzyklus folgt. Das Modell lässt sich aus dem Wachstumsmodell von Harrod und Domar heraus entwickeln, eine besondere Variante stammt von Paul A. Samuelson (1939) und John Richard Hicks (1950).